# Pachtbahn
Die Pachtbahn ist eine Finanzierungs- und Betriebsform von Eisenbahninfrastruktur, bei der der Eigentümer der Bahnanlage diese durch einen Betriebsüberlassungsvertrag an einen anderen Betreiber verpachtet.

## Abgrenzung
Die Pachtbahn unterscheidet sich damit zum einen von Bahnen, bei denen sich Infrastruktur und Betrieb in einer Hand befinden, also etwa der klassischen Staatsbahn, z. B. der Deutschen Bundesbahn. Zum anderen unterscheidet sie sich von dem Modell, bei dem die Bahnanlage einem Eigentümer gehört, der die darauf möglichen Fahrplantrassen an Eisenbahnverkehrsunternehmen veräußert, die die Verkehrsleistung erbringen. Diese Verfahren wird z. B. durch die DB Netz AG angewandt.

## Erscheinungsformen
Als Finanzierungsinstrument trat die Pachtbahn auf, wenn Private mit der Investition in Eisenbahninfrastruktur eine lukrative Rendite anstrebten, selbst aber keinen Eisenbahnbetrieb durchführen wollten. Bekanntes Beispiel dafür ist die Wilhelm-Luxemburg-Bahn (GL), deren Pächter zunächst die Compagnie des chemins de fer de l’Est (EST), später die Reichseisenbahnen in Elsaß-Lothringen waren. Ähnlich war die Lage bei den Pachtbahnen in Bayern, die durch interessierte Gemeinden oder Industriebetriebe finanziert und dann von den Königlich Bayerischen Staatseisenbahnen (K.Bay.Sts.B.) für den Betrieb gepachtet wurden.
Als betriebliches Instrument kommt die Pachtbahn vor, wenn es für die Bahngesellschaft, der die Strecke gehört, unrentabel ist, diese selbst zu betreiben, aber ein benachbartes Eisenbahnunternehmen bereit ist, das zu tun. Beispiel dafür waren etwa die letzten, westlichen Kilometer der Ludwigs-Westbahn jenseits des letzten größeren bayerischen Bahnhofs, Aschaffenburg, bis zur Landesgrenze, die zunächst an die Frankfurt-Hanauer Eisenbahn-Gesellschaft und in deren Nachfolge an die Hessische Ludwigsbahn zum Betrieb verpachtet waren. Gerade bei diesen grenznahen Streckenabschnitten war ein Streckenabschnitt oft an den Betreiber auf der anderen Seite der Grenze verpachtet.